# Inge Deutschkron
Inge Deutschkron (geboren am 23. August 1922 in Finsterwalde; gestorben am 9. März 2022 in Berlin) war eine deutsch-israelische Journalistin und Autorin. Sie war eine Überlebende des Holocaust.

## Leben und Wirken

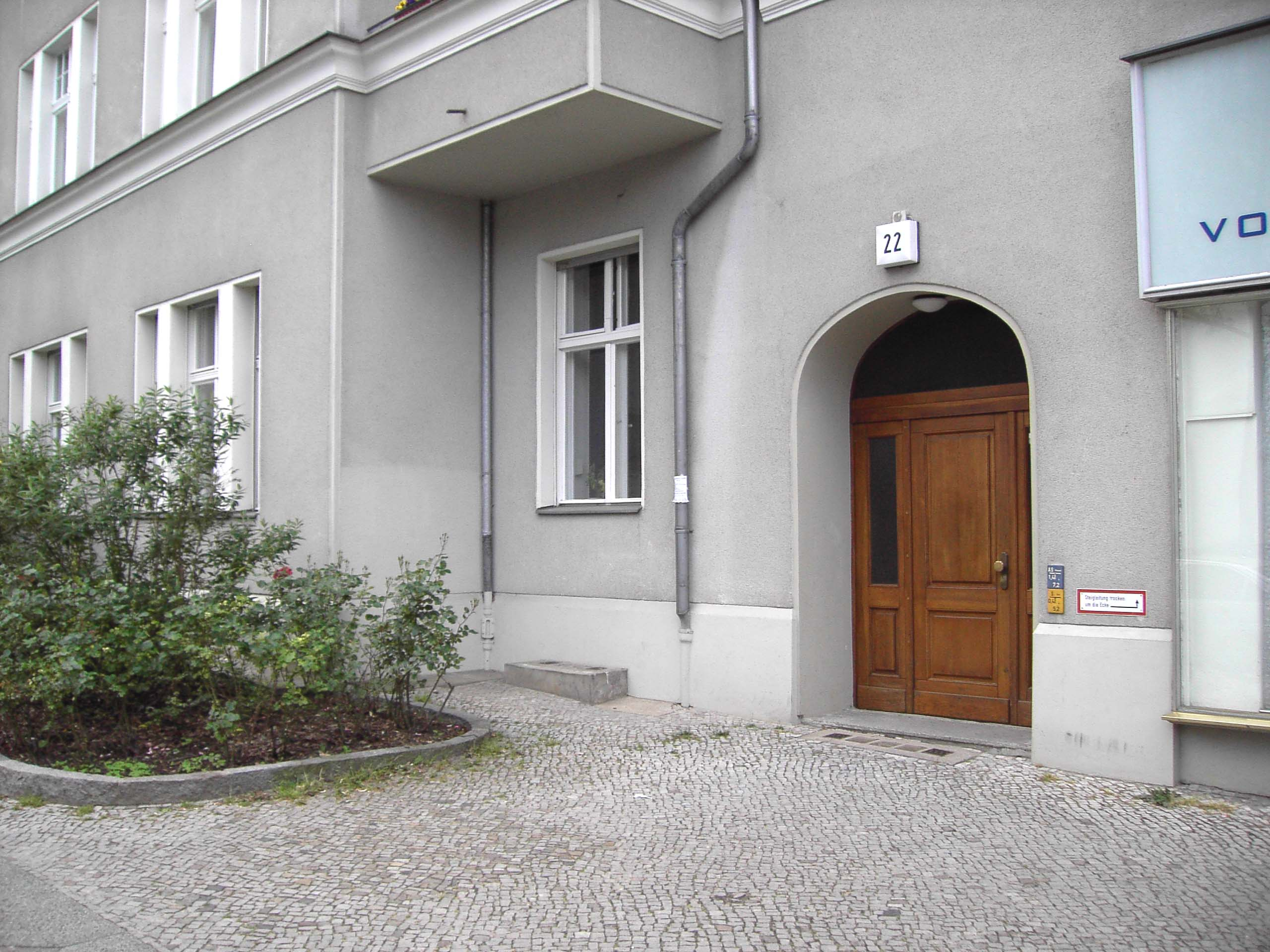
Wohnhaus Inge Deutschkrons 1941–1943 in Berlin-Schöneberg, im Mai 2007

Inge Deutschkron war die Tochter des sozialdemokratischen Gymnasiallehrers Martin Deutschkron (1893–1982) und seiner Frau Ella, geb. Mannhalt (1892–1971). 1927 zog die Familie nach Berlin-Prenzlauer Berg. 1933 erfuhr Inge Deutschkron von der Mutter, dass sie Jüdin sei. Der Vater wurde im April 1933 als SPD-Mitglied wegen „politischer Unzuverlässigkeit“ nach dem „Gesetz zur Wiederherstellung des Berufsbeamtentums“ aus dem Schuldienst entlassen. Er unterrichtete danach an der zionistischen Theodor-Herzl-Schule in Berlin. Anfang 1939 erlangte er über seine Cousine, die für ihn eine hohe Kaution hinterlegt hatte, ein Visum für Großbritannien.
Da das Geld nur für eine Person reichte, sollte er zuerst ausreisen und für das Nachfolgen der Familie sorgen. Nach dem Beginn des Zweiten Weltkriegs am 1. September 1939 konnten Inge Deutschkron und ihre Mutter Ella jedoch nicht mehr fliehen. Von 1941 bis 1943 arbeitete Inge Deutschkron in der Blindenwerkstatt von Otto Weidt in Berlin-Mitte, der sie vor der Deportation bewahrte. Ab Januar 1943 lebte sie illegal in Berlin und versteckte sich, um dem Holocaust zu entgehen, mit ihrer Mutter bei nichtjüdischen Freunden. Mehrere der Personen, die Inge Deutschkron und ihre Mutter unterstützten und versteckten, waren Mitglieder oder aus dem Umfeld der linkssozialistischen Widerstandsgruppe Roter Stoßtrupp, so z. B. Otto Ostrowski und die SPD-Mitglieder Walter Rieck und seine Frau Jenny Rieck.
1946 zog Deutschkron mit der Mutter nach London zu ihrem Vater Martin, studierte Fremdsprachen und wurde Sekretärin bei der Sozialistischen Internationale. 1954 folgte eine Reise nach Indien, Birma, Nepal und Indonesien. Von dort kehrte sie 1955 nach Deutschland zurück und arbeitete als freie Journalistin in Bonn. 1958 wurde sie Korrespondentin für die israelische Tageszeitung Maariw. 1963 nahm sie als Beobachterin für Maariw am Frankfurter Auschwitz-Prozess teil. 1966 erhielt sie die israelische Staatsbürgerschaft.
Aus Verärgerung über wieder aufflammenden Antisemitismus in der deutschen Politik und antiisraelische Haltung der 68er-Bewegung zog sie 1972 nach Tel Aviv. Bis 1988 arbeitete sie dort als Redakteurin für Maariw. Dabei widmete sie sich besonders der internationalen und der Nahost-Politik. Ihre Autobiografie Ich trug den gelben Stern machte sie 1978 berühmt.
Für das Theaterstück Ab heute heißt du Sara, eine Bühnenadaption ihrer Autobiografie Ich trug den gelben Stern, am GRIPS-Theater kehrte sie im Dezember 1988 nach Berlin zurück. Ab 1992 lebte sie als freie Schriftstellerin in Tel Aviv und Berlin.
Inge Deutschkron setzte sich dafür ein, dass die „Stillen Helden“ (Menschen, die Juden gerettet haben) vom deutschen Staat gewürdigt werden. Auf ihre Initiative wurde der Förderverein Blindes Vertrauen gegründet, dessen Vorsitzende sie war. Sie war Mitglied des PEN-Zentrums Deutschland.
Am 30. Januar 2013 hielt sie im Deutschen Bundestag die Rede anlässlich der Gedenkstunde zum Tag des Gedenkens an die Opfer des Nationalsozialismus.
Ab 2001 lebte sie in Berlin, wo sie am 9. März 2022 auch starb.

## Inge-Deutschkron-Stiftung
Am 6. Oktober 2006 wurde die Inge-Deutschkron-Stiftung gegründet. Die Stiftung soll die Erinnerung an Frauen und Männer im Widerstand gegen den Nationalsozialismus wachhalten, die Auseinandersetzung der Deutschen mit diesem Teil der Geschichte fördern und ein Aufkeimen und Wiederaufleben rechtsradikaler Tendenzen verhindern.

## Werke
- Die Internationale. Aus ihrer Geschichte, aus ihrer Politik, aus ihrer Arbeit. Mit Fritz Heine. Verlag J.H.W. Dietz Nachf., Hannover 1964, DNB 450913376.
- … denn ihrer war die Hölle. Kinder in Gettos und Lagern. Verlag Wissenschaft und Politik, Köln 1965, DNB 450913368.
- Israel und die Deutschen. Zwischen Ressentiment und Ratio. Mit einem Geleitwort von Asher Ben-Natan. Verlag Wissenschaft und Politik, Köln 1970, DNB 456438211 (Neuausgabe mit dem Untertitel: Das besondere Verhältnis. Verlag Wissenschaft und Politik, Köln 1983).
- Ich trug den gelben Stern. Verlag Wissenschaft und Politik, Köln 1978, ISBN 3-8046-8552-2 (formal falsch) (Aktualisierte und überarbeitete Neuausgabe: Ich trug den gelben Stern, und was kam danach? Deutscher Taschenbuch-Verlag, München 2009).
- Milch ohne Honig. Leben in Israel. Verlag Wissenschaft und Politik, Köln 1988, ISBN 3-8046-8719-9.
- Unbequem … Mein Leben nach dem Überleben. Verlag Wissenschaft und Politik, Köln 1992, ISBN 3-8046-8785-7.
- Daffke …! Die vier Leben der Inge Deutschkron. 70 Jahre erlebte Politik. Edition Hentrich, Berlin 1994, ISBN 3-89468-144-6.
- Sie blieben im Schatten. Ein Denkmal für „stille Helden“. Edition Hentrich, Berlin 1996, ISBN 3-89468-223-X (Neuausgabe: Butzon & Bercker, Kevelaer 2012).
- Papa Weidt. Er bot den Nazis die Stirn. Mit Lukas Ruegenberg. Butzon & Bercker, Kevelaer 1999, ISBN 3-7666-0210-1 (Neuausgabe: Butzon & Bercker, Kevelaer 2017).
- Emigranto. (aı meık maı'self ın. Vom Überleben in fremden Sprachen). Transit Verlag, Berlin 2001, ISBN 3-88747-159-8.
- Das verlorene Glück des Leo H. Büchergilde Gutenberg, Frankfurt am Main/Wien/Zürich 2001, ISBN 3-7632-5105-7.
- Offene Antworten. Meine Begegnungen mit einer neuen Generation. Transit Verlag, Berlin 2004, ISBN 3-88747-186-5.
- Wir entkamen. Berliner Juden im Untergrund. In: Beiträge zum Widerstand 1933-1945. Gedenkstätte Deutscher Widerstand, 2007, ISSN 0935-9702 (Volltext bei der Gedenkstätte Deutscher Widerstand [PDF; 1000 kB; abgerufen am 21. Januar 2024]).
- Blindenwerkstatt Otto Weidt. Ein Ort der Menschlichkeit im Dritten Reich. Mit Lukas Ruegenberg. Butzon & Bercker, Kevelaer 2008, ISBN 978-3-7666-1222-9.
- Überleben als Verpflichtung. Den Nazi-Mördern entkommen. Butzon & Bercker, Kevelaer 2010, ISBN 978-3-7666-1398-1.
- Auschwitz war nur ein Wort. Berichte über den Frankfurter Auschwitz-Prozess 1963–1965. Aus dem Englischen von Beate Kosmala. Metropol Verlag, Berlin 2018, ISBN 978-3-86331-417-0.

## Ausstellungen
Ihre Lebensgeschichte wird auch in der Dauerausstellung Wir waren Nachbarn im Berliner Rathaus Schöneberg dargestellt.

## Film
1994 entstand unter der Regie von Wolfgang Kolneder mit und über Inge Deutschkron der Dokumentarfilm Daffke…! Die vier Leben der Inge D.
Eine Dokumentation mit dem Titel Plötzlich war ich Jüdin. Das unglaubliche Leben der Inge Deutschkron von Jürgen Bevers wurde erstmals 2012 im WDR ausgestrahlt.
Als Zeitzeugin führte sie Anfang 2014 durch das Doku-Drama Ein blinder Held – Die Liebe des Otto Weidt, das auch ihre Geschichte erzählt.

## Ehrungen und Auszeichnungen
1994 erhielt sie den Moses-Mendelssohn-Preis.
2002 bekam sie sowohl die Rahel-Varnhagen-von-Ense-Medaille als auch den Verdienstorden des Landes Berlin.
Den Bundesverdienstorden lehnte Deutschkron mehrfach ab, weil ihn „zu viele alte Nazis erhalten hätten“.
2008 begründete die Jury die Verleihung des Carl-von-Ossietzky-Preises für Zeitgeschichte und Politik wie folgt: „Ihr Lebenswerk steht im Zeichen des fortdauernden Engagements für Demokratie und Menschenrechte“. Sie äußere sich „gegen alle Formen des Rassismus“. Ihr sei es gelungen, Erfahrungen der Verfolgung und des Widerstands gegen den Nationalsozialismus einem großen Publikum eindringlich zu vermitteln. Ebenfalls 2008 erhielt sie die Louise-Schroeder-Medaille des Landes Berlin.
2018 erhielt sie die Ehrenbürgerwürde Berlins. Ihr Grab auf dem Südwestfriedhof Stahnsdorf ist seit Dezember 2023 als Ehrengrab des Landes Berlin gewidmet.